# Aline Ahond
Aline Ahond, née en 1970, est une cinéaste plasticienne, autrice de livres pour la jeunesse.

## Biographie
Elle a réalisé de nombreux films d'animation et de fiction. Elle a également réalisé des films d'habillages pour Arte et collaboré avec Bertrand Mandico. Ses courts-métrages et films de commandes ont reçu de nombreux prix.
Également peintre et photographe, Aline Ahond a mis au point une technique photographique par transparents, qu'elle a élaborée au fil de ses livres. Elle a réalisé plusieurs ouvrages, affiches pour des festivals, affiches de films et diverses expositions.

## Filmographie

### Courts-métrages
- Carnavallée, 1998, prix du meilleur film au festival de Krok
- Un âne[2], 2000, prix du meilleur film d'animation au Aye Aye film festival de Nancy
- Imago[3], 2003, Festival d'Anger / Vendôme[4]
- Flèches, 2017

## Publications
- Le Verlaine. Éditions Mango
- Poésie et chanson brésiliennes, textes choisis et traduits par Claire Chevalier-Leibovitz ; images de Aline Ahond. Éditions Mango
- L'Ouvrage n°1. Éditions Fotokino
- Fil à la patte. Éditions MeMo
- Les ciseaux verts. Éditions Mango
- Mon trésor. Éditions Albin Michel